# Liste der Bodendenkmale in Tangerhütte
In der Liste der Bodendenkmale in Tangerhütte sind alle Bodendenkmale der Stadt Tangerhütte und ihrer Ortsteile aufgelistet. Grundlage ist die Auflistung von Johannes Schneider aus dem Jahr 1986 und die Veröffentlichung der Landesdenkmalliste mit Stand vom 25. Februar 2016. Die Baudenkmale sind in der Liste der Kulturdenkmale in Tangerhütte aufgeführt.
| Denkmal-ID | Fundart             | Ortsteil           | Bezeichnung                                             | Zeitstellung       | Lage                                                                                                   | Bemerkungen | Bild |
| ---------- | ------------------- | ------------------ | ------------------------------------------------------- | ------------------ | --- | --- | ---- |
| 428310350  | Grabmal > Grabhügel | Bellingen          | Grabhügel, seit dem 1. Mai 1959 unter Schutz            | undatiert          | östl. (wohl nordöstl.) des Ortes, Dorfausgang nach Demker, linke Seite, ca. 50 m von der Straße (Lage) | Abgetragen oder falsche Koordinaten in Ortsakte. Durchmesser ca. 20–30 m. Auf einer flachen Weide weiter südl. könnte sich der Hügel (relativ flach, ca. 60–80 cm hoch, Dm. ca. 35 m) befinden.                        |      |
| 428310349  | besonderer Stein    | Bellingen          | wohl (preußischer?) Grenzstein                          | Neuzeit (ab ~1500) | nördl. Ortsrand (Gartenweg) (Lage)                                                                     | Wohl Buntsandstein, relativ grobe Bearbeitungsspuren, oberhalb weiße Farbreste (Anstrich). Sichtbare Höhe: ca. 60 cm, Querschnitt: quadratisch ca. 31 × 31 cm.                                                         |      |
| 428310353  | Wüstung             | Birkholz           | wüste Dorfstelle mit Kirchhügel                         | undatiert          | nordöstl. des Ortes („Kirchenberg“), Flurname: „Dorfstelle“, vermutl. Wüstung (MA) (Lage)              | Sehr markanter (wohl künstl.) Hügel im sonst relativ flachem Gelände, ca. 5–6 m hoch. Auf dem Plateau befindet sich eine Senke (Militär?).                                                                             |      |
| 428310355  | Befestigung > Burg  | Birkholz           | überbaute Wasserburg – kein OBD                         | Mittelalter        | Südostecke des alten Ortskerns im flachen Gelände (ehem. Gut) (Lage)                                   | Rechteckige Anlage, noch 1842 von breiten Wassergräben umgeben, später nur noch in Resten vorhanden. Erwähnung: 1249 und 1258.                                                                                         |      |
| 428310351  | besonderer Stein    | Demker             | preußischer Rundsockelstein                             | Neuzeit (ab ~1500) | nordwestl. des Ortes (Lage)                                                                            | Wohl Tiefengestein (Granit?), sichtbare Höhe: ca. 92 cm, oberer Durchmesser: ca. 46 cm, oben spitz zulaufend. Sockel: sichtbare Höhe: ca. 10 cm, oben gefasst                                                          |      |
| 428310067  | Grabmal > Grabhügel | Grieben            | Grabhügel                                               | Bronzezeit         | westl. vom Ort ()                                                                                      | Durchmesser ca. 12–16 m, Höhe ca. 0,80–1,00 m. Im Umfeld konnten keine weiteren Hügel gefunden werden. |      |
| 428310354  | Befestigung > Burg  | Grieben            | Burganlage, seit dem 1. Mai 1959 unter Schutz           | Mittelalter        | am Westufer des Griebener Sees, Ortsseite des Dorfes (ehem. Schlossgebiet) (Lage)                      | Ausgrabungen durch Universität Leipzig (1975–1983). Unregelmäßig geformt, Graben nur noch undeutlich erkennbar. Erwähnung 1135.                                                                                        |      |
| 428310051  | Befestigung > Burg  | Groß Schwarzlosen  | Wasserburg                                              | Mittelalter        | im Westen des Dorfes, ehem. Rittergut (Lage)                                                           | Am 1. Mai 1959 unter Schutz gestellt. Alte Anlage nicht mehr zu erkennen, Graben schon vor vielen Jahren zugeschüttet.                                                                                                 |      |
| 428310352  | besonderer Stein    | Klein Schwarzlosen | preußischer Rundsockelstein                             | Neuzeit (ab ~1500) | nördlich des Ortes (Lage)                                                                              | vermutlich Granit, sichtbare Höhe: ca. 72 cm, oberer Durchmesser: ca. 46 cm (gespalten), spitz zulaufend. Sichtbare Sockelhöhe: ca. 8 cm, Sockel nach oben schräg angefast, unterer Durchmesser: ca. 60 cm (geschätzt) |      |
| 428310066  | Grabmal             | Kehnert            | „Schanzenberg“/ wohl Gräberfeld                         | Mittelalter        | 350 m nordwestl. des Schloßberges ()                                                                   | Relativ flache Erhebung im Gelände. Ein einzelner Baum steht vermutlich etwa im Zentrum des Fundplatzes. Im Luftbild nur kleine Kreisgräben, wohl von Gräbern sichtbar. Befundansprache als Burgwallanlage fraglich.   |      |
| 428310065  | Befestigung > Wall  | Kehnert            | Burgwallanlage „Schlossberg“ (Ringwall?)                | Mittelalter        | westl. der Ortslage (Lage)                                                                             | Auf einer markanten Geländeerhebung. Im Luftbild könnte noch ein Ringwall sichtbar sein. Auf der anderen Seite des Sandweges eine zweite Erhebung (direkt gegenüberliegend).                                           |      |
| 428310054  | Grabmal > Grabhügel | Lüderitz           | vermutlich Grabhügel? Stand 1963                        | Bronzezeit         | südwestlich vom Ort ()                                                                                 | Gelände großflächig mit Stacheldraht eingezäunt (Weideland). |      |
| 428310052  | Befestigung > Burg  | Lüderitz           | Burgstelle?/ Siedlung?                                  | Mittelalter        | direkt an der B 189 in Richtung Magdeburg, rechts ()                                                   | Künstliche (?) Anhöhe im Gelände mit Keramikstreuung. Die Anlage könnte auch größer sein. |      |
| 428310053  | Befestigung > Burg  | Lüderitz           | wohl geschleifte Wasserburg, z. T. überbaut             | Mittelalter        | im Ort, nähe MAS-Hof und Freibad ()                                                                    | Wasserburg, die angeblich im 17. Jh. geschleift wurde. Bei einem Gebäude soll es sich um ein früheres Gefängnis (Verlies) handeln.                                                                                     |      |
| 428310368  | Befestigung > Burg  | Uetz               | überbaute Wasserburg, seit dem 1. Mai 1959 unter Schutz | Mittelalter        | an der Südwestecke des Dorfes in der Niederung, ehemaliges Gut (Lage)                                  | Anlage früher schon mit einem zum Teil bereits leicht trapezförmigen Wassergraben umgeben. Erwähnung: 1 × o. J. und 1378. Ursprünglich mindestens ca. 100 m × 65 m groß. Heute Wohnblock.                              |      |
| 428310068  | Befestigung > Wall  | Weißewarte         | Wallreste, evtl. der Warte                              | Mittelalter        | östl. des Ortes ()                                                                                     | Wallreste beidseitig eines Feldweges, ca. 12 m breit und ca. 2 m hoch. Mitten im Wall eine größere Eingrabung, die von Raubgräbern stammen könnte.                                                                     |      |
| 428310364  | besonderer Stein    | Weißewarte         | „Gesteinsgarten“ (Schälchensteine etc.)                 | undatiert          | nordwestl. des Ortes im Wildpark ()                                                                    | Den Gesteinsgarten hat K. Hübner angelegt. Dafür hat er von verschiedenen Orten besondere Steine entfernt und im Wildpark ausgestellt. Zum Teil handelt es sich um echte Schälchensteine                               |      |
| 428310027  | Grabmal > Grabhügel | Brunkau            | Grabhügel (Gruppe nördl. u. südl. der Senke)            | Bronzezeit         | westlich (Lage)                                                                                        | Gruppe nördl. der Senke: Hügel z. T. mit Fahrspuren (Forstfahrzeuge) |      |
| 428310028  | Grabmal > Grabhügel | Brunkau            | Grabhügel? Im Dünengelände                              | Bronzezeit         | westlich (Lage)                                                                                        | Vermutlich einzelner Grabhügel abseits der beiden Hügelgräbergruppen. Evtl. auch Düne? Durchmesser ca. 12 m, Höhe ca. 1,50 m                                                                                           |      |
| 428310045  | Befestigung > Burg  | Ottersburg         | eingeebnete Niederungsburg, ‚Schloßberg‘ mit Wüstung    | Mittelalter        | nordöstlich (Lage)                                                                                     | Suchschnitt noch erkennbar. Der große Hügel ist gut im Gelände sichtbar. Gräben und Wälle nicht erkennbar. Zwei archäologische Untersuchungen.                                                                         |      |
| 428310046  | Grabmal > Grabhügel | Windberge          | Grabhügel                                               | Bronzezeit         | im Wald, nördl. (Lage)                                                                                 | Großer Grabhügel, Durchmesser wohl > 30 m, Höhe ca. 3–4 m |      |
| ?          |                     | Briest             | Überbaute Wasserburg                                    |                    | Westrand des Orts ()                                                                                   | |      |